# O'Leary (Isla del Príncipe Eduardo)
O'Leary es un pueblo canadiense situado en la provincia de Isla del Príncipe Eduardo.

## Superficie
O'Leary tiene una superficie de 1,83 km².

## Demografía
En 2021, tenía 876 habitantes, una densidad poblacional de 479 hab./km², y 402 viviendas.